# Teclista

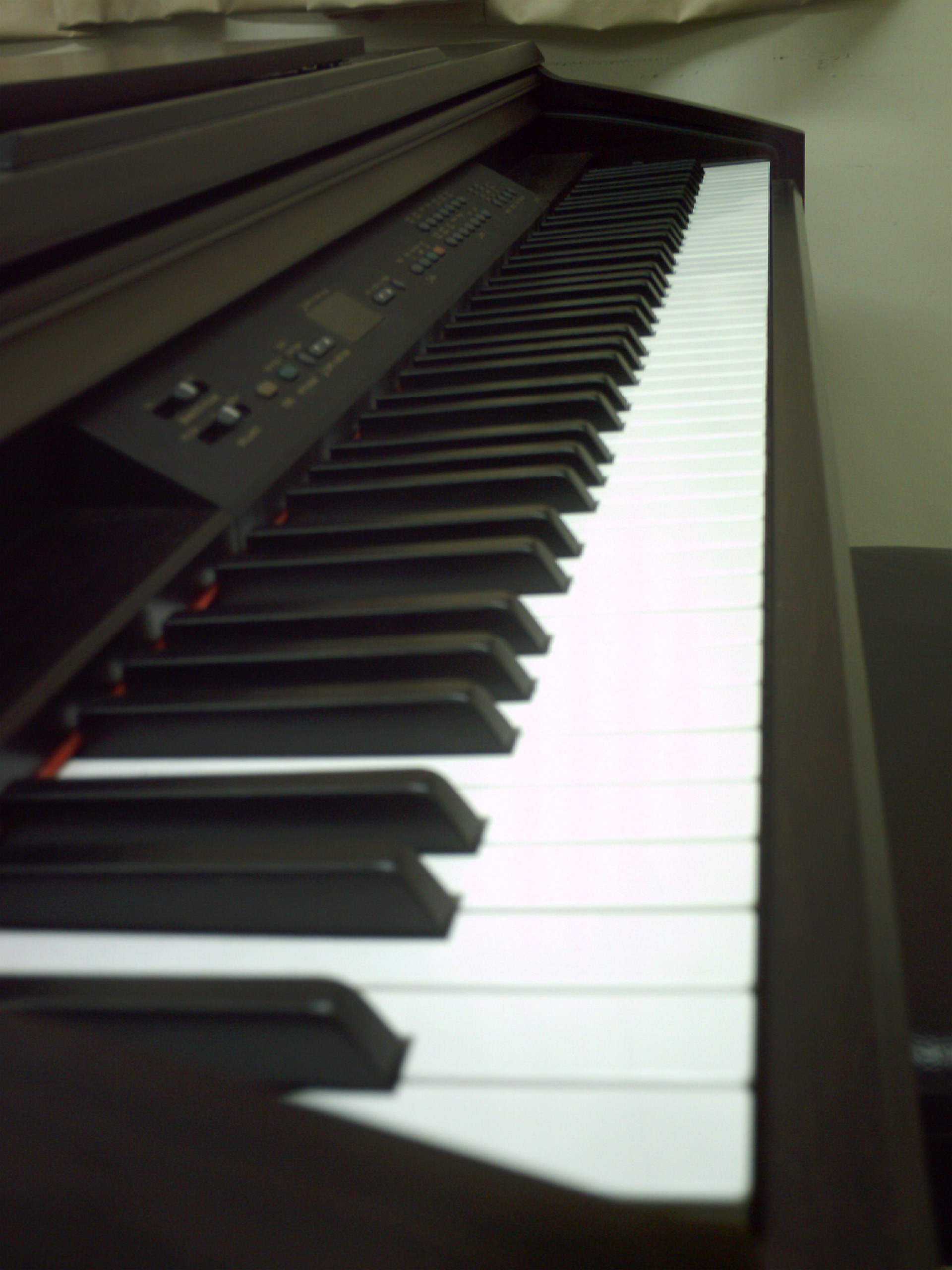
Piano electrònic

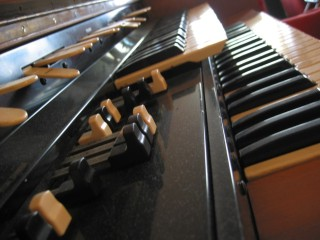
Òrgan Hammond

Un teclista és un músic que toca instruments de teclat.

## Història del nom
Fins a principis dels anys seixanta, els músics que tocaven algún instrument de teclat eren generalment classificats com a
- pianistes (quan tocaven el piano),
- organistes (quan tocaven l'òrgan electrònic o l'òrgan de tubs),
- clavecinistes[2] (quan tocaven el clavecí).

Altres instruments de teclat tradicionals:
- celesta
- clavicordi[3]
- harmonium[4]

A partir de mitjans dels anys seixanta, una plètora de nous instruments de teclat van arribar a l'ús quotidià, requerint un terme més general per a la persona que els executa.
Alguns d'aquests nous instruments de teclat inclouen:
- pianos elèctrics com el Fender Rhodes i el Piano elèctric Wurlitzer
- pianos electrònics com el Roland Digital Piano
- òrgans electrònics com el Hammond, el Farfisa i el Vox Continental
- sintetitzadors analògics com el Moog modular i els sintetitzadors ARP
- samplers
- melotrons
- clavinets
- pianet
- keytar (sintetitzador amb forma de guitarra elèctrica).

## Teclista
Segons el Termcat, un teclista o una teclista és la persona que es dedica professionalment a compondre textos manejant el teclat d'una màquina, i també la persona que toca un instrument electrònic de teclat, generalment en un conjunt musical.